# Finntjärnen (Brunskogs socken, Värmland, 662942-133644)
Finntjärnen är en sjö i Arvika kommun i Värmland och ingår i Göta älvs huvudavrinningsområde.